# Hedypnois arenaria
Hedypnois arenaria — вид квіткових рослин родини айстрові (Asteraceae).

## Опис
Стебла 5–50 см, зазвичай прямостоячі, розгалужені. Нижні листки зубчасті або перисті. Цвітіння і плодоношення з квітня по травень.

## Поширення
Батьківщина: Північна Африка: Марокко. Європа: Португалія; Гібралтар; Іспанія. Населяє прибережний пісок.